# De nøgne fra Skt. Petersborg
De nøgne fra Skt. Petersborg er en dansk dokumentarfilm fra 2010 med instruktion og manuskript af Ada Bligaard Søby.

## Handling
Det er vinter i Sankt Petersborg. Halvnøgne mænd og kvinder står og solbader ved floden, der er frosset til. En terapeut har konsultationer i sin bil på en parkeringsplads. På gaderne samler indvandrerfamilier skrald, klædt i orange veste, så de ikke forveksles med terrorister. Om søndagen danser fulde teenagere foran Vinterpaladset, og et barn reciterer digteren Pusjkin fra en stol i et køkken. Tiden går i Sankt Petersborg.